# Wereldkampioenschap hockey vrouwen 2006
Het wereldkampioenschap hockey voor vrouwen werd in 2006 in het Spaanse Madrid gehouden. Het toernooi werd georganiseerd door de FIH en duurde van 27 september tot en met 8 oktober. Twaalf landen deden mee. De Nederlandse hockeyploeg werd voor het eerst sinds 1990 weer wereldkampioen. Over het Nederlandse team werd de documentaire Goud gemaakt.

## Kwalificatie
Voor het toernooi plaatsten zich het gastland en de vijf continentale kampioenen. Europa kreeg een extra plaats gebaseerd op de wereldranglijst. De overige 5 landen plaatsten zich via het kwalificatietoernooi.

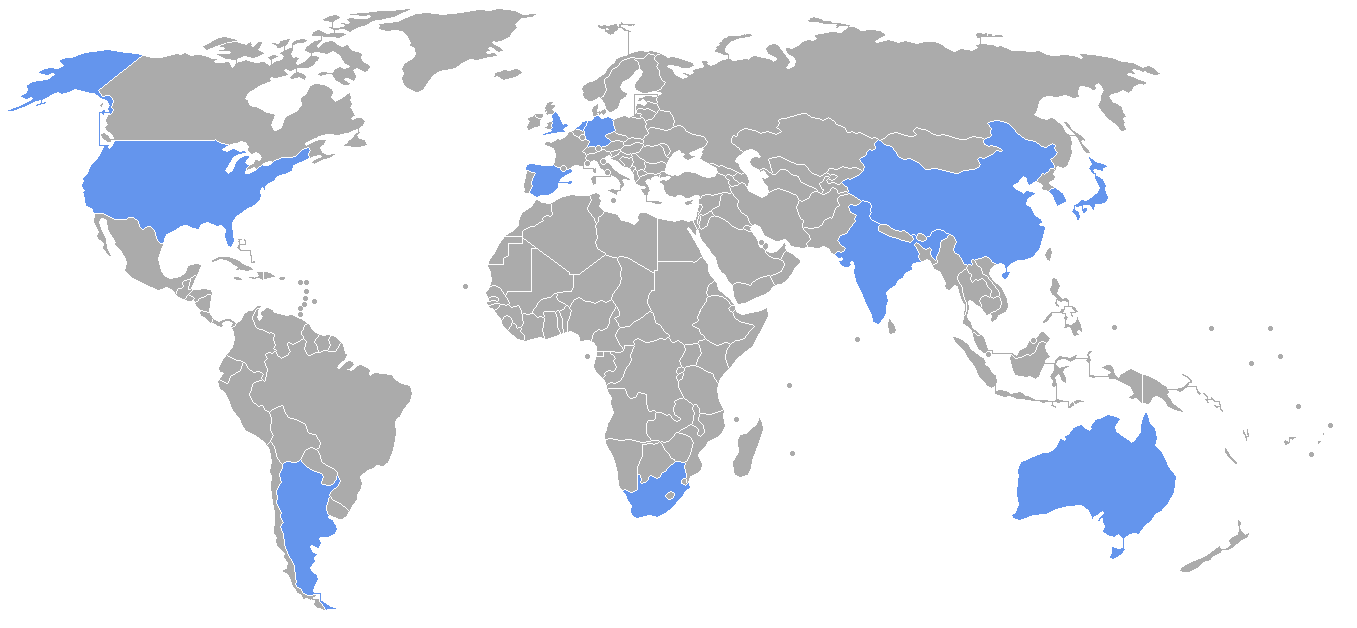
Deelnemende landen

| Data                        | Toernooi                          | Locatie                                   | Gekwalificeerd                                   |
| --------------------------- | --------------------------------- | ----------------------------------------- | ------------------------------------------------ |
| Gastland                    | Gastland                          | Gastland                                  | Spanje                                           |
| 1–8 februari 2004           | Aziatisch kampioenschap 2004      | New Delhi, India                          | India                                            |
| 21–28 april 2004            | Pan-Amerikaans kampioenschap 2004 | Bridgetown, Barbados                      | Argentinië                                       |
| 14–20 augustus 2005         | Europees kampioenschap 2005       | Dublin, Ierland                           | Nederland Duitsland                              |
| 2–8 oktober 2005            | Afrikaans kampioenschap 2005      | Pretoria, Zuid-Afrika                     | Zuid-Afrika                                      |
| 29 oktober –5 november 2005 | Oceanisch kampioenschap 2005      | Auckland, Nieuw-Zeeland Sydney, Australië | Australië                                        |
| 25 april–6 mei 2006         | Intercontinental Cup 2006         | Rome, Italië                              | Engeland Zuid-Korea Verenigde Staten Japan China |

## Scheidsrechters
- Chieko Akiyama
- Julie Ashton-Lucy
- Caroline Brunekreef
- Ute Conen
- Marelize de Klerk
- Carolina de la Fuente
- Jean Duncan

- Sarah Garnett
- Soledad Iparraguirre
- Anne McRae
- Miao Lin
- Gina Spitaleri
- Minka Woolley
- Kazuko Yasueda

## Groepsindeling
| Groep A                                         | Groep B                                                            |
| ----------------------------------------------- | ------------------------------------------------------------------ |
| China Duitsland Engeland India Nederland Spanje | Argentinië Australië Japan Verenigde Staten Zuid-Afrika Zuid-Korea |

## Uitslagen
Alle tijden zijn in de lokale tijd UTC+2.

### Eerste ronde
De twaalf landen werden in twee groepen gedeeld. De nummers 1 en 2 speelden de halve finales. De nummers 3 en 4 speelden om de plaatsen 5 t/m 8 en de nummers 5 en 6 om de plaatsen 9 t/m 12.
Groep A
| Team      | GS | W | G | V | DV | DT | DS | Ptn |
| --------- | -- | - | - | - | -- | -- | -- | --- |
| Nederland | 5  | 4 | 1 | 0 | 12 | 3  | +9 | 13  |
| Spanje    | 5  | 3 | 1 | 1 | 6  | 5  | +1 | 10  |
| Engeland  | 5  | 2 | 2 | 1 | 6  | 5  | +1 | 8   |
| Duitsland | 5  | 2 | 1 | 2 | 6  | 5  | +1 | 7   |
| China     | 5  | 1 | 0 | 4 | 5  | 13 | −8 | 3   |
| India     | 5  | 0 | 1 | 4 | 7  | 11 | −4 | 1   |

| 27 september 2006 12:00          |           |                  |                                                                   |
| Nederland                        | 3–2       | India            | Scheidsrechters: Carolina de la Fuente (ARG) Chieko Akiyama (JPN) |
| Paumen 3' Lammers 31' Karres 37' | (verslag) | S. Kaur 49', 66' | Scheidsrechters: Carolina de la Fuente (ARG) Chieko Akiyama (JPN) |

| 27 september 2006 14:30 |           |                                  |                                                          |
| China                   | 2–3       | Engeland                         | Scheidsrechters: Julie Ashton-Lucy (AUS) Ute Conen (GER) |
| Ma Yibo 27' Ren Ye 40'  | (verslag) | Danson 12' Wright 29' Cullen 55' | Scheidsrechters: Julie Ashton-Lucy (AUS) Ute Conen (GER) |

| 27 september 2006 16:00 |           |           |                                                                 |
| Spanje                  | 1–0       | Duitsland | Scheidsrechters: Soledad Iparraguirre (ARG) Sarah Garnett (NZL) |
| Huertas 56'             | (verslag) |           | Scheidsrechters: Soledad Iparraguirre (ARG) Sarah Garnett (NZL) |

| 29 september 2006 14:00 |           |              |                                                              |
| Engeland                | 0–1       | Nederland    | Scheidsrechters: Marelize de Klerk (RSA) Minka Woolley (AUS) |
|                         | (verslag) | Schopman 13' | Scheidsrechters: Marelize de Klerk (RSA) Minka Woolley (AUS) |

| 29 september 2006 16:00 |                      |           |                                                            |
| China                   | 0–1                  | Spanje    | Scheidsrechters: Kazuko Yasueda (JPN) Gina Spitaleri (ITA) |
|                         | (verslag)[dode link] | Muñoz 11' | Scheidsrechters: Kazuko Yasueda (JPN) Gina Spitaleri (ITA) |

| 29 september 2006 18:00 |           |                               |                                                  |
| India                   | 2–3       | Duitsland                     | Scheidsrechters: Miao Lin (CHN) Anne McRae (SCO) |
| S. Kaur 34' Kharb 61'   | (verslag) | Kühn 21' Haase 63' Keller 65' | Scheidsrechters: Miao Lin (CHN) Anne McRae (SCO) |

| 1 oktober 2006 12:00 |           |        |                                                   |
| Nederland            | 2–0       | Spanje | Scheidsrechters: Anne McRae (SCO) Ute Conen (GER) |
| Mulder 6' van As 42' | (verslag) |        | Scheidsrechters: Anne McRae (SCO) Ute Conen (GER) |

| 1 oktober 2006 14:00 |           |            |                                                              |
| India                | 1–1       | Engeland   | Scheidsrechters: Jean Duncan (SCO) Caroline Brunekreef (NED) |
| S. Kaur 57'          | (verslag) | Rogers 47' | Scheidsrechters: Jean Duncan (SCO) Caroline Brunekreef (NED) |

| 1 oktober 2006 16:00             |           |              |                                                                      |
| Duitsland                        | 3–1       | China        | Scheidsrechters: Carolina de la Fuente (ARG) Julie Ashton-Lucy (AUS) |
| Stöckel 45' Müller 51' Haase 61' | (verslag) | Sun Zhen 53' | Scheidsrechters: Carolina de la Fuente (ARG) Julie Ashton-Lucy (AUS) |

| 3 oktober 2006 12:00 |                      |           |                                                           |
| Engeland             | 1–0                  | Duitsland | Scheidsrechters: Sarah Garnett (NZL) Chieko Akiyama (JPN) |
| Richardson 38'       | (verslag)[dode link] |           | Scheidsrechters: Sarah Garnett (NZL) Chieko Akiyama (JPN) |

| 3 oktober 2006 14:00 |           |                                            |                                                                 |
| China                | 1–6       | Nederland                                  | Scheidsrechters: Soledad Iparraguirre (ARG) Minka Woolley (AUS) |
| Ma Yibo 58'          | (verslag) | Karres 16', 34', 42' Lammers 47', 48', 66' | Scheidsrechters: Soledad Iparraguirre (ARG) Minka Woolley (AUS) |

| 3 oktober 2006 16:00       |                      |                       |                                                                      |
| Spanje                     | 3–2                  | India                 | Scheidsrechters: Marelize de Klerk (RSA) Carolina de la Fuente (ARG) |
| Muñoz 10' Sánchez 30', 43' | (verslag)[dode link] | S. Kaur 17' Anjum 48' | Scheidsrechters: Marelize de Klerk (RSA) Carolina de la Fuente (ARG) |

| 4 oktober 2006 12:00 |           |           |                                                            |
| Nederland            | 0–0       | Duitsland | Scheidsrechters: Gina Spitaleri (ITA) Chieko Akiyama (JPN) |
|                      | (verslag) |           | Scheidsrechters: Gina Spitaleri (ITA) Chieko Akiyama (JPN) |

| 4 oktober 2006 14:00 |           |                |                                                              |
| India                | 0–1       | China          | Scheidsrechters: Sarah Garnett (NZL) Julie Ashton-Lucy (AUS) |
|                      | (verslag) | Fu Baorong 25' | Scheidsrechters: Sarah Garnett (NZL) Julie Ashton-Lucy (AUS) |

| 4 oktober 2006 16:00 |           |             |                                                                 |
| Spanje               | 1–1       | Engeland    | Scheidsrechters: Soledad Iparraguirre (ARG) Minka Woolley (AUS) |
| Cruz 10'             | (verslag) | Clewlow 65' | Scheidsrechters: Soledad Iparraguirre (ARG) Minka Woolley (AUS) |

Groep B
| Team             | GS | W | G | V | DV | DT | DS | Ptn |
| ---------------- | -- | - | - | - | -- | -- | -- | --- |
| Australië        | 5  | 4 | 1 | 0 | 11 | 4  | +7 | 13  |
| Argentinië       | 5  | 3 | 1 | 1 | 9  | 8  | +1 | 10  |
| Verenigde Staten | 5  | 2 | 1 | 2 | 6  | 6  | 0  | 7   |
| Japan            | 5  | 1 | 2 | 2 | 6  | 5  | +1 | 5   |
| Zuid-Korea       | 5  | 1 | 1 | 3 | 5  | 8  | −3 | 4   |
| Zuid-Afrika      | 5  | 0 | 2 | 3 | 3  | 9  | −6 | 2   |

| 27 september 2006 12:30  |           |          |                                                        |
| Zuid-Korea               | 2–1       | Japan    | Scheidsrechters: Jean Duncan (SCO) Minka Woolley (AUS) |
| Park Young-soon 10', 58' | (verslag) | Chiba 8' | Scheidsrechters: Jean Duncan (SCO) Minka Woolley (AUS) |

| 27 september 2006 14:00 |                      |             |                                                        |
| Australië               | 1–0                  | Zuid-Afrika | Scheidsrechters: Kazuko Yasueda (JPN) Anne McRae (SCO) |
| Blyth 34'               | (verslag)[dode link] |             | Scheidsrechters: Kazuko Yasueda (JPN) Anne McRae (SCO) |

| 27 september 2006 18:00 |           |                  |                                                               |
| Argentinië              | 2–1       | Verenigde Staten | Scheidsrechters: Gina Spitaleri (ITA) Marelize de Klerk (RSA) |
| García 3' Aicega 32'    | (verslag) | Doton 35'        | Scheidsrechters: Gina Spitaleri (ITA) Marelize de Klerk (RSA) |

| 28 september 2006 14:00 |           |             |                                                            |
| Zuid-Korea              | 0–0       | Zuid-Afrika | Scheidsrechters: Caroline Brunekreef (NED) Ute Conen (GER) |
|                         | (verslag) |             | Scheidsrechters: Caroline Brunekreef (NED) Ute Conen (GER) |

| 28 september 2006 16:00           |                      |                  |                                                                  |
| Australië                         | 3–1                  | Verenigde Staten | Scheidsrechters: Carolina de la Fuente (ARG) Sarah Garnett (NZL) |
| Taylor 8' Hudson 34' Skirving 57' | (verslag)[dode link] | Doton 11'        | Scheidsrechters: Carolina de la Fuente (ARG) Sarah Garnett (NZL) |

| 28 september 2006 18:00             |           |                       |                                                         |
| Argentinië                          | 3–2       | Japan                 | Scheidsrechters: Miao Lin (CHN) Julie Ashton-Lucy (AUS) |
| Luchetti 9' García 14' Margalot 41' | (verslag) | Chiba 70' Kimura 70+' | Scheidsrechters: Miao Lin (CHN) Julie Ashton-Lucy (AUS) |

| 30 september 2006 14:00                             |                      |                                     |                                                               |
| Zuid-Korea                                          | 3–4                  | Australië                           | Scheidsrechters: Chieko Akiyama (JPN) Marelize de Klerk (RSA) |
| Kim Jung-hee 6' Choi Eun-young 35' Park Mi-hyun 63' | (verslag)[dode link] | Munro 17', 34' Hudson 18' Smith 23' | Scheidsrechters: Chieko Akiyama (JPN) Marelize de Klerk (RSA) |

| 30 september 2006 16:00 |           |       |                                                                       |
| Verenigde Staten        | 0–0       | Japan | Scheidsrechters: Soledad Iparraguirre (ARG) Caroline Brunekreef (NED) |
|                         | (verslag) |       | Scheidsrechters: Soledad Iparraguirre (ARG) Caroline Brunekreef (NED) |

| 30 september 2006 18:00 |           |                           |                                                        |
| Zuid-Afrika             | 2–2       | Argentinië                | Scheidsrechters: Jean Duncan (SCO) Sarah Garnett (NZL) |
| Wilson 40' Bright 45'   | (verslag) | Margalot 29' Luchetti 67' | Scheidsrechters: Jean Duncan (SCO) Sarah Garnett (NZL) |

| 2 oktober 2006 12:00 |           |           |                                                      |
| Japan                | 0–0       | Australië | Scheidsrechters: Gina Spitaleri (ITA) Miao Lin (CHN) |
|                      | (verslag) |           | Scheidsrechters: Gina Spitaleri (ITA) Miao Lin (CHN) |

| 2 oktober 2006 14:00 |           |                                |                                                               |
| Zuid-Afrika          | 1–3       | Verenigde Staten               | Scheidsrechters: Julie Ashton-Lucy (AUS) Chieko Akiyama (JPN) |
| Marescia 44'         | (verslag) | Loy 13' Lingo 24' Fronzoni 52' | Scheidsrechters: Julie Ashton-Lucy (AUS) Chieko Akiyama (JPN) |

| 2 oktober 2006 16:00 |           |            |                                                           |
| Argentinië           | 2–0       | Zuid-Korea | Scheidsrechters: Kazuko Yasueda (JPN) Minka Woolley (AUS) |
| Gulla 23' Aymar 30'  | (verslag) |            | Scheidsrechters: Kazuko Yasueda (JPN) Minka Woolley (AUS) |

| 4 oktober 2006 12:30 |           |                         |                                                                |
| Zuid-Afrika          | 0–3       | Japan                   | Scheidsrechters: Jean Duncan (SCO) Carolina de la Fuente (ARG) |
|                      | (verslag) | Komori 3', 29' Miura 9' | Scheidsrechters: Jean Duncan (SCO) Carolina de la Fuente (ARG) |

| 4 oktober 2006 14:30 |           |                  |                                                         |
| Zuid-Korea           | 0–1       | Verenigde Staten | Scheidsrechters: Miao Lin (CHN) Marelize de Klerk (RSA) |
|                      | (verslag) | Barber 31'       | Scheidsrechters: Miao Lin (CHN) Marelize de Klerk (RSA) |

| 4 oktober 2006 18:00        |           |            |                                                   |
| Australië                   | 3–0       | Argentinië | Scheidsrechters: Ute Conen (GER) Anne McRae (SCO) |
| Beattie 10', 28' Taylor 52' | (verslag) |            | Scheidsrechters: Ute Conen (GER) Anne McRae (SCO) |

### Kruisingswedstrijden
Om plaats 9-12
| 6 oktober 2006 12:30                                  |           |             |                                                                 |
| China                                                 | 4–0       | Zuid-Afrika | Scheidsrechters: Caroline Brunekreef (NED) Chieko Akiyama (JPN) |
| Ren Ye 14' Ma Yibo 18' Sun Zhen 29' Tang Chunling 70' | (verslag) |             | Scheidsrechters: Caroline Brunekreef (NED) Chieko Akiyama (JPN) |

| 6 oktober 2006 15:00                                       |           |           |                                                               |
| Zuid-Korea                                                 | 4–1       | India     | Scheidsrechters: Anne McRae (SCO) Carolina de la Fuente (ARG) |
| Park Mi-hyun 23' Kim Jung-hee 26' Park Young-soon 28', 30' | (verslag) | Toppo 64' | Scheidsrechters: Anne McRae (SCO) Carolina de la Fuente (ARG) |

Om plaats 5-8
| 6 oktober 2006 11:30 |           |                        |                                                               |
| Engeland             | 0–2       | Japan                  | Scheidsrechters: Marelize de Klerk (RSA) Gina Spitaleri (ITA) |
|                      | (verslag) | Chiba 42' Morimoto 62' | Scheidsrechters: Marelize de Klerk (RSA) Gina Spitaleri (ITA) |

| 6 oktober 2006 14:00 |                      |           |                                                           |
| Verenigde Staten     | 1–0                  | Duitsland | Scheidsrechters: Minka Woolley (AUS) Kazuko Yasueda (JPN) |
| Snow 37'             | (verslag)[dode link] |           | Scheidsrechters: Minka Woolley (AUS) Kazuko Yasueda (JPN) |

Halve finales
| 6 oktober 2006 16:30                      |           |               |                                                          |
| Nederland                                 | 3–1       | Argentinië    | Scheidsrechters: Julie Ashton-Lucy (AUS) Ute Conen (GER) |
| Karres 13' van Geenhuizen 45' Lammers 60' | (verslag) | Hernández 64' | Scheidsrechters: Julie Ashton-Lucy (AUS) Ute Conen (GER) |

| 6 oktober 2006 19:00 |           |        |                                                                 |
| Australië            | 1–0       | Spanje | Scheidsrechters: Soledad Iparraguirre (ARG) Sarah Garnett (NZL) |
| Faulkner 72'         | (verslag) |        | Scheidsrechters: Soledad Iparraguirre (ARG) Sarah Garnett (NZL) |

### Plaatsingswedstrijden
Om de 11e/12e plaats
| 7 oktober 2006 18:00 |           |           |                                                  |
| Zuid-Afrika          | 0–1       | India     | Scheidsrechters: Miao Lin (CHN) Anne McRae (SCO) |
|                      | (verslag) | Kullu 28' | Scheidsrechters: Miao Lin (CHN) Anne McRae (SCO) |

Om de 9e/10e plaats
| 7 oktober 2006 19:00 |                      |                                     |                                                                |
| China                | 1–2                  | Zuid-Korea                          | Scheidsrechters: Jean Duncan (SCO) Carolina de la Fuente (ARG) |
| Ren Ye 70'           | (verslag)[dode link] | Choi Eun-young 10' Park Mi-hyun 13' | Scheidsrechters: Jean Duncan (SCO) Carolina de la Fuente (ARG) |

Om de 7e/8e plaats
| 8 oktober 2006 12:00  |           |             |                                                           |
| Engeland              | 2–1       | Duitsland   | Scheidsrechters: Chieko Akiyama (JPN) Minka Woolley (AUS) |
| Rogers 15' Walker 35' | (verslag) | Stöckel 43' | Scheidsrechters: Chieko Akiyama (JPN) Minka Woolley (AUS) |

Om de 5e/6e plaats
| 7 oktober 2006 16:30 |           |                  |                                                       |
| Japan                | 1–0       | Verenigde Staten | Scheidsrechters: Ute Conen (GER) Gina Spitaleri (ITA) |
| Chiba 40'            | (verslag) |                  | Scheidsrechters: Ute Conen (GER) Gina Spitaleri (ITA) |

Om de 3e/4e plaats
| 8 oktober 2006 14:30                      |           |        |                                                                  |
| Argentinië                                | 5–0       | Spanje | Scheidsrechters: Julie Ashton-Lucy (AUS) Marelize de Klerk (RSA) |
| Hernández 2', 6', 12' Russo 51' Gulla 53' | (verslag) |        | Scheidsrechters: Julie Ashton-Lucy (AUS) Marelize de Klerk (RSA) |

Finale
| 8 oktober 2006 17:00       |           |             |                                                                 |
| Nederland                  | 3–1       | Australië   | Scheidsrechters: Soledad Iparraguirre (ARG) Sarah Garnett (NZL) |
| Paumen 41', 67' Karres 55' | (verslag) | Sanders 47' | Scheidsrechters: Soledad Iparraguirre (ARG) Sarah Garnett (NZL) |

## Eindrangschikking
| rang   | land             |
| ------ | ---------------- |
| Goud   | Nederland        |
| Zilver | Australië        |
| Brons  | Argentinië       |
| 4      | Spanje           |
| 5      | Japan            |
| 6      | Verenigde Staten |
| 7      | Engeland         |
| 8      | Duitsland        |
| 9      | Zuid-Korea       |
| 10     | China            |
| 11     | India            |
| 12     | Zuid-Afrika      |

WK mannen:
1971 ·
1973 ·
1975 ·
1978 ·
1982 ·
1986 ·
1990 ·
1994 ·
1998 ·
2002 ·
2006 ·
2010 ·
2014 ·
2018 ·
2023 ·
2026
WK vrouwen:
1971 ·
1972 ·
1974 ·
1975 ·
1976 ·
1978 ·
1979 ·
1981 ·
1983 ·
1986 ·
1990 ·
1994 ·
1998 ·
2002 ·
2006 ·
2010 ·
2014 ·
2018 ·
2022 ·
2026